# Tomogenius australis
Tomogenius australis är en skalbaggsart som beskrevs av Rolf Martin Theodor Dahlgren 1976. Tomogenius australis ingår i släktet Tomogenius och familjen stumpbaggar. Inga underarter finns listade i Catalogue of Life.